# Georges Jacob (menuisier)
Pour les articles homonymes, voir Georges Jacob et Jacob (homonymie).
Georges Jacob (né à Cheny le 6 juillet 1739 et mort à Paris le 5 juillet 1814), reçu maître en 1765, est le plus célèbre et aussi le plus prolifique des menuisiers en sièges du XVIIIe français. Il est le fondateur d'une dynastie ; deux de ses trois fils, Georges II Jacob (1768-1803) et François-Honoré-Georges Jacob-Desmalter (1770-1841), seront menuisiers et ébénistes, puis son petit-fils Alphonse Jacob-Desmalter (1799-1870) prolongera la renommée du nom de Jacob jusqu'au règne de Louis-Philippe.
Depuis le règne de Louis XV jusqu'au Directoire, Georges Jacob produit une quantité incalculable de sièges, de toutes espèces et d'une grande richesse d'invention.

## Distinction entre menuisier et ébéniste
Georges Jacob était maître menuisier. Reçu dans cette corporation parisienne le 4 septembre 1765. Il est intéressant de préciser que la corporation des menuisiers au XVIIIe siècle était distincte de celle des ébénistes, et que cette distinction impliquait des activités de nature différente.
La corporation des menuisiers réalisaient des meubles en bois massif, peints, dorés ou laissés en bois naturel, que sont les sièges, bois de lits, les consoles, les écrans de feu et les paravents.
La corporation des ébénistes réalisait des meubles employant des bois précieux. Meubles en bois de placage ou en marqueterie, ou meubles en bois massif, mais réalisés avec des bois d'importation comme l'ébène, le palissandre, l'amarante, l'acajou, le bois de rose, le satiné, etc. ou des placages d'autres matières comme l'Ivoire, l'écaille de tortue, le métal. Ces meuble d'ébénisterie sont généralement aux XVIIe et XVIIIe siècles des cabinets précieux, puis des commodes, des bureaux, des guéridons, de petites tables de salon, des meubles d'appoint, des bibliothèques, vitrines, caisses de pendules, etc.
Cette distinction dans l'organisation de ces professions sera supprimée par la Loi Le Chapelier de 1791, qui organise la fin des corporations.
Georges Jacob qui était menuisier, n'a pas réalisé pendant sa période d'activité sous l'Ancien Régime, de meuble d'ébénisterie. Tout guéridon, bureau, ou autre meuble d'ébénisterie d'époque Louis XV ou Louis XVI, portant l'estampille de Georges Jacob est potentiellement un faux, ou du moins un meuble sur lequel on a apposé une fausse estampille.

## Biographie

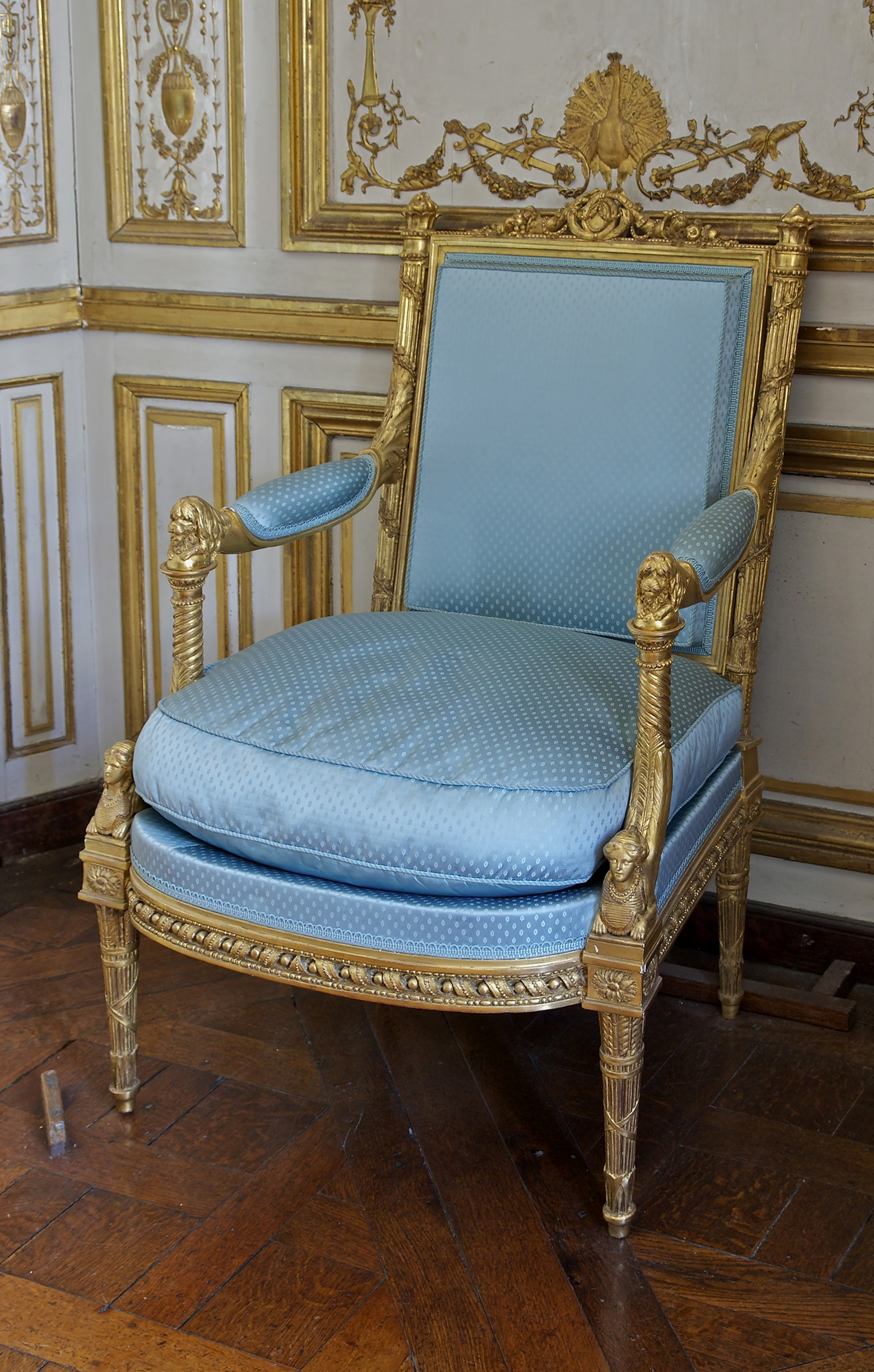
Georges jacob, fauteuil livré pour le Cabinet de la Méridienne du petit appartement de la reine à Versailles, circa 1785.

Fils d’Étienne Jacob (1705-1755) et de Françoise Beaujan, il naît à Cheny (actuel département de l'Yonne) dans une famille de laboureurs. À la mort de son père en 1755, il est recueilli à Paris par sa tante Madeleine Jacob, veuve d'un charcutier de la rue de Charenton dans le faubourg Saint-Antoine. Elle le place en apprentissage le 3 août 1756 chez son propre gendre Jean-Baptiste Lerouge, installé comme maître menuisier également rue de Charenton. Il y rencontre Louis Delanois qui est alors compagnon dans cet atelier et avec lequel il noue des liens d'amitiés. Delanois accède à la maîtrise en 1761, et c'est dans son atelier que Georges Jacob effectue son compagnonnage, pendant trois ans. Le 4 septembre 1765, Georges Jacob est reçu à la maîtrise en présentant son chef d’œuvre : un fauteuil en bois sculpté et doré de dimension réduite, conservé dans sa descendance, comportant différentes propositions dans sa construction et dans ses ornements. Avec l'appui de son maître et ami, il est autorisé à s’établir sans prendre la succession d’un autre maître menuisier, pratique plutôt rare à l’époque. Comme le mentionnent certains actes, Georges Jacob fut le seul auteur de son établissement. En 1767, rompant avec la tradition du mariage avec une fille ou une veuve d'ébéniste, il épouse Jeanne-Germaine Loyer, issue d'une famille de maîtres brodeurs. Delanois est l'un de ses témoins de mariage. De cette union avec Jeanne Loyer naissent cinq enfants, d'où une postérité nombreuse. Delanois est le parrain de leur troisième fils Louis en 1771. En 1777, Louis Delanois, confronté à de sérieuses difficultés financières est forcé de vendre son atelier à son confrère Martin Jullien, et se retire. À compter de cette époque, le seul rival sérieux de Jacob est Jean-Baptiste-Claude Sené.
Établi d'abord rue de Cléry, la rue des artisans du siège au XVIIIe, Georges Jacob transporte ses ateliers rue Meslée en 1775. C'est là que se déroule la période la plus notable de sa carrière et que seront exécutées les grandes commandes royales. Sa clientèle est des plus brillantes. Il travaille peu pour le roi, les commandes du Garde-Meuble de la Couronne allant plutôt à Sené et Francois II Foliot ; mais il a la faveur de la reine Marie-Antoinette, des frères du roi, en particulier le comte de Provence, futur Louis XVIII, qui le nomme en 1781 son « ébéniste ordinaire », et du comte d’Artois, futur Charles X, du prince de Condé, du duc de Penthièvre et des cours étrangères, notamment des princes allemands comme le futur George IV d'Angleterre ou du prince des Deux-Ponts.

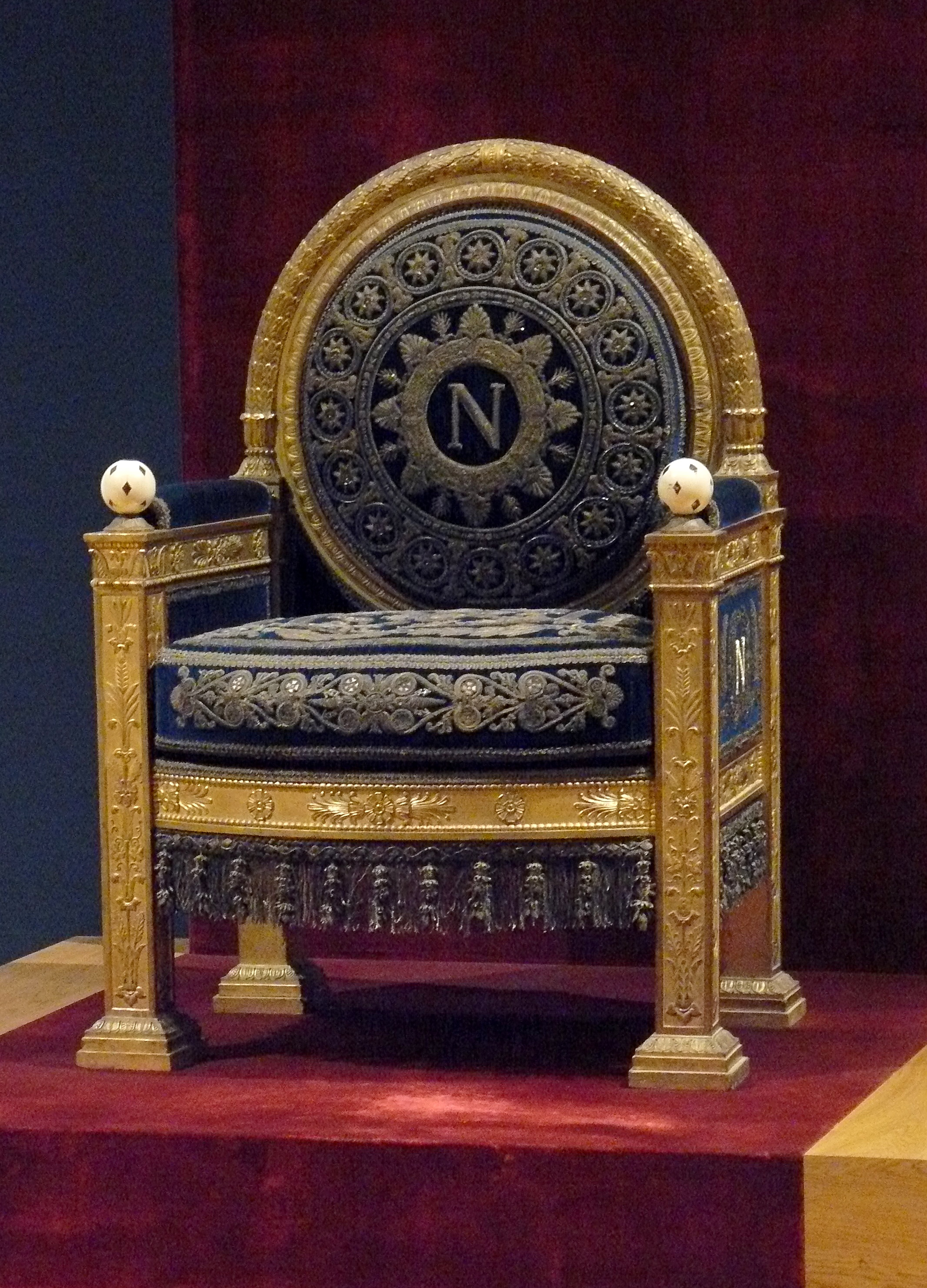
Jacob-Desmalter d'après un dessin de Percier et Fontaine, 1804. Trône de Napoléon Ier aux Tuileries, musée du Louvre.

Les bouleversements liés à la Révolution le mettent dans une situation financière difficile. Le phénomène de l'émigration, notamment, entame de façon très significative la fortune accumulée pendant trente ans de carrière et de succès.  Nombre de ses clients émigrent sans payer leur dettes. Une créance contre le comte de Provence, d'un montant de 85 000 livres, représentant la valeur de centaine de meubles, ne fut jamais payée. Convertie en prêt, sous la forme de plusieurs rentes viagères, dans les années 1780, elle devint caduque lors de l'exil des princes et de l'écroulement de la monarchie
Il fait banqueroute en 1796 et transmet son atelier à ses deux fils. Georges Jacob Fils et François-Honoré créent l’entreprise Jacob Frères Rue Meslée, qui sera active sous le Directoire et le Consulat.
À la mort de Georges Jacob fils en 1803, cette société disparaîtra et Georges Jacob père fondera une troisième société, avec son fils François-Honoré, intitulée Jacob Desmalter et Cie (du nom d'une terre, les Malterres, qu'ils possédaient à Cheny). Il semble en réalité que Georges Jacob, tout en continuant à conseiller ses fils, n'ait jamais réellement cessé son activité productrice après 1796. 
La société Jacob Desmalter bénéficie de la protection de l'Empereur et fournit une bonne partie du très important mobilier commandé pour les résidences impériales. Elle fera cependant faillite en 1813 ; nouvelle illustration d'une époque où ces artisans avaient les plus grandes difficultés à se faire payer leur travail, tout en devant recourir à une main-d'œuvre nombreuse pour tenir des délais tendus. Cette seconde faillite est un coup de grâce pour Georges Jacob. Après un séjour dans une maison de santé sur la colline de Chaillot, il meurt ruiné le 5 juillet 1814, à son domicile de la rue Meslée.

## Une production incalculable
Les ateliers de la rue Meslée ont produit un nombre de sièges dont il serait difficile de donner une estimation. Pour bien se rendre compte, il faut savoir qu'au plus fort de son activité, l'atelier de Georges Jacob, dans les années 1780, emploie plusieurs centaines d'ouvriers en même temps (certains auteurs avancent le chiffre de 700), et que, sous l'Empire, la compagnie Jacob Desmalter emploie quelque 350 ouvriers.
Les ateliers de Georges Jacob réalisent toutes sortes de sièges. Des "meubles" de salon comprenant des canapés de différentes tailles, de grands fauteuils "meublants", c'est-à-dire destinés à prendre place le long des murs, des fauteuils "volants", plus légers pouvant être déplacés au gré des conversations, de larges bergères, des marquises (petits canapés à deux places), des tabourets, des tabourets de pieds, des écrans de feu, mais également des paravents, des consoles, des bois de lit. Des chaises longues appelées duchesses, en bateau ou brisées, suivant qu'elles sont en une ou plusieurs parties. Pour la salle à manger, pièce qui fait son apparition au milieu du XVIIIe, sont réalisées des séries des chaises. Pour les salons de jeux sont livrés différents sièges spécialisés, comme les voyeuses à califourchon, destinés au hommes, et les voyeuses à genoux, où les femmes s'agenouillent comme sur un prie-Dieu. Dans les deux cas ces voyeuses, ou ponteuses, sont destinées à suivre les parties qui se jouent, et le haut des dossiers est équipé d'une manchette rembourrée, pour appuyer les coudes. Des fauteuils pivotants sont réalisés comme sièges de bureau. Il faut aussi mentionner les sièges et les prie-Dieu pour les chapelles privées et les églises.

## Des innovations décisives
Les sièges Louis XV, estampillés Jacob, sont relativement peu nombreux, et n'offrent pas de particularité notable. On y retrouve les galbes peu accusés de la fin du règne, et les décors sculptés de fleurettes et de feuillages. Les plus intéressants sont les plus sobres, dont les lignes très élégantes, soulignées de fines et souples moulures, témoignent d'un grand talent.
Sa production de sièges Louis XVI, dont la typologie apparaît bien avant la fin du règne de Louis XV, autour de 1768, est abondante et innovante. Georges Jacob subit en cela l'influence de son apprentissage chez Louis Delanois, qui fut le premier à réaliser des sièges néoclassiques pour Stanislas II de Pologne, vers 1768 et pour les appartements de la comtesse du Barry, à Versailles, en 1769.
Que Georges Jacob ait été l'inventeur ou non de tel motif décoratif, de tel profil, ou de tel détail de sculpture importe peu. Il ne faut pas négliger ici le rôle qu'ont pu jouer les ornemanistes et architectes comme Jean Charles Delafosse, Richard de Lalonde ou Jean-Louis Prieur (1732-1795), pour ne citer qu'eux.
Jacob, innove, trouve des solutions techniques pour transposer les nouvelles formes en menuiserie et il en fut le principal diffuseur.
- Le pied en console. Les premières manifestations du style néoclassique, ou style Louis XVI, dans les arts décoratifs, appelé à l'époque style "grec", ou "à la grecque", et que l'on désigne aujourd'hui sous le vocable un peu barbare de "Style Transition", se traduisent dans les sièges de Jacob par l'emploi de pieds en consoles, qui conservent un galbe Louis XV, mais dont le sommet est orné d'une large feuille d'acanthe et d'un enroulement en crosse tout à fait néoclassique, et dont la partie inférieure se termine par une chandelle tournée en toupie caractéristique des sièges louis XVI. Motif également caractéristique, un triangle sculpté d'un feuillage d'acanthe apparaît souvent au raccordement des accotoirs et du dossier.
- Les pieds fuselés, sculptés de cannelures rudentées, qui se raccordent à la ceinture par un dé orné d'une rosace, sont un motif qui deviendra courant dans la majorité des sièges Louis XVI, mais que Louis Delanois et Georges Jacob furent les premiers à utiliser.
- Les accotoirs des fauteuils Louis XVI se raccordent aux dossiers par une élégante courbe ascendante ininterrompue, et dessinent également une courbe pour rejoindre une culée placée au sommet des pieds. Il s'agit, là encore, d'une disposition devenue classique, mais que Jacob sera l'un des premiers à généraliser. Il est également le promoteur des supports d'accotoirs en forme de balustre diversement profilés, qui se généraliseront sous le Directoire.
- La sculpture. Georges Jacob n'a pas l'apanage des beaux sièges sculptés, précédé en cela par de grands maîtres comme Nicolas Heurtaut. La sculpture d'un siège est un poste important de son prix de fabrication ; et deux sièges, tirés d'un même gabarit, peuvent être livrés avec des qualités de sculpture très différentes. À côté d'une production de base simplement moulurée, la majorité des sièges de Georges Jacob qui nous sont parvenus, sont ornés d'une sculpture assez abondante (perles, entrelacs, acanthe, piastres, cannelures torses, mufles d'animaux…). Ces sculptures semblent avoir été habituellement réalisés au sein de l'atelier Jacob, par des sculpteurs intégrés aux équipes de production. Pour certaines commandes prestigieuses, comme pour des sièges livrés pour le Garde Meuble de la Reine, dont la sculpture virtuose décrit fleurs de lilas, passementerie ajourées, etc. Jacob, comme ses confrères, est obligé de faire appel à des sculpteurs comme Jean Baptiste Rode.
- L'évidement de la face interne de la ceinture des sièges. Les sièges sortis de l'atelier de Georges Jacob se reconnaissent, notamment, par l'évidement de leur ceinture, technique destinée à en diminuer le poids. Seul Jean Baptiste Sené reprendra cette particularité à son compte.

## La mode des dossiers ajourés et la diffusion du style à l'étrusque

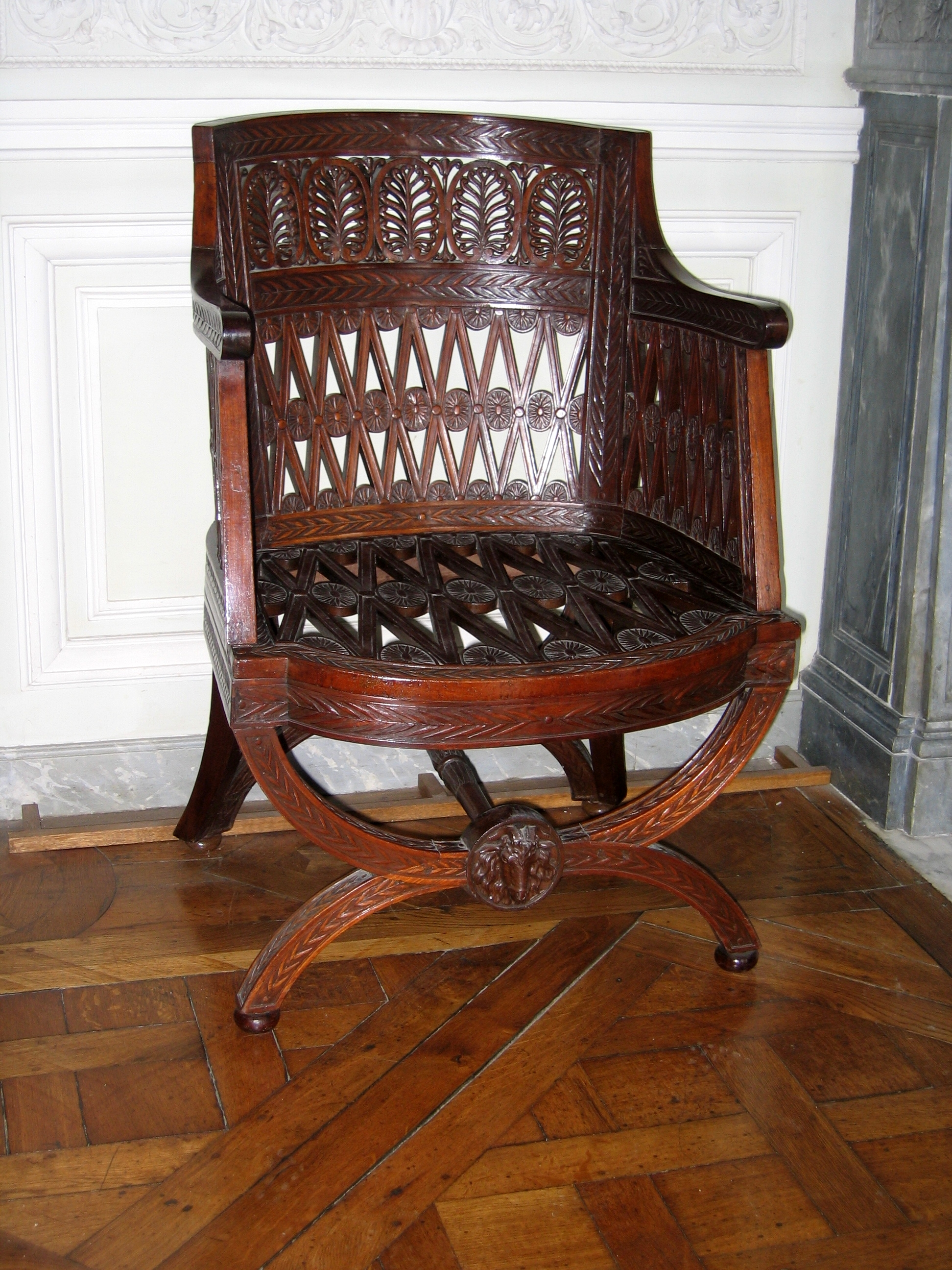
Georges Jacob, Fauteuil à l'étrusque, livré en 1787 pour la laiterie de Rambouillet (exposé au Petit Trianon).

À la fin des années 1780, Georges Jacob réalise des sièges inspirés de l'antiquité gréco-romaine, dessinés par le peintre Jacques-Louis David, pour son atelier, et que ce dernier fera figurer dans plusieurs de ses tableaux, notamment dans Les licteurs rapportent à Brutus les corps de ses fils, exposé au Salon de 1789 (conservé au musée du Louvre par la suite)1. C'est sans doute l'amitié qui lie les deux artistes et la puissante protection de David qui permet à Jacob de traverser la période révolutionnaire sans être trop inquiété des rapports qu'il a entretenus avec les princes de la maison royale et les différents membres de l'aristocratie. 

## Les estampilles utilisées par les Jacob
- G.IACOB (avec une fleur de lys entre le G et IACOB), est l'estampille utilisée de 1765 à 1796, par Georges Jacob (1735-1814). (Atelier Georges Jacob)
- JACOB FRERES / RUE MESLEE (sur deux lignes), est l'estampille utilisée de 1796 à 1803, par les frères Georges II Jacob (1768-1803) et François Honoré Georges Jacob-Desmalter (1770-1841) (Société Jacob Frères).
- JACOB.D / R.MESLEE (sur deux lignes), est l'estampille utilisée de 1803 à 1813, par Georges Jacob (1735-1814) et son fils François Honoré Georges Jacob-Desmalter (1770-1841) (Société Jacob Desmalter).
- .IACOB, est l'estampille utilisée de 1813 à 1825, par François Honoré Georges Jacob-Desmalter (1770-1841) (C'est l'estampille de son père, Georges Jacob, mais modifiée, sans la lettre G, et sans la fleur de lys).

|                                             |                                                    |                                                       |                                                                       |
| Estampille de Georges Jacob de 1765 à 1796. | Estampille Jacob Frères Rue Meslée de 1796 à 1803. | Estampille Jacob Desmalter Rue Meslée de 1803 à 1813. | Estampille de François Honoré Georges Jacob-Desmalter de 1813 à 1825. |